# Heinz Läuppi
Heinz Läuppi (Trimbach, 7 de enero de 1936-Aarau, 27 de noviembre de 2001) fue un deportista suizo que compitió en ciclismo en la modalidad de pista. Ganó una medalla de plata en el Campeonato Mundial de Ciclismo en Pista de 1962, en la prueba de medio fondo.

## Medallero internacional
| Campeonato Mundial | Campeonato Mundial | Campeonato Mundial | Campeonato Mundial |
| Año                | Lugar              | Medalla            | Competición        |
| ------------------ | ------------------ | ------------------ | ------------------ |
| 1962               | Milán (Italia)     | Medalla de plata   | Medio fondo (A)    |